# Beziehungen zwischen Belarus und den Vereinigten Staaten

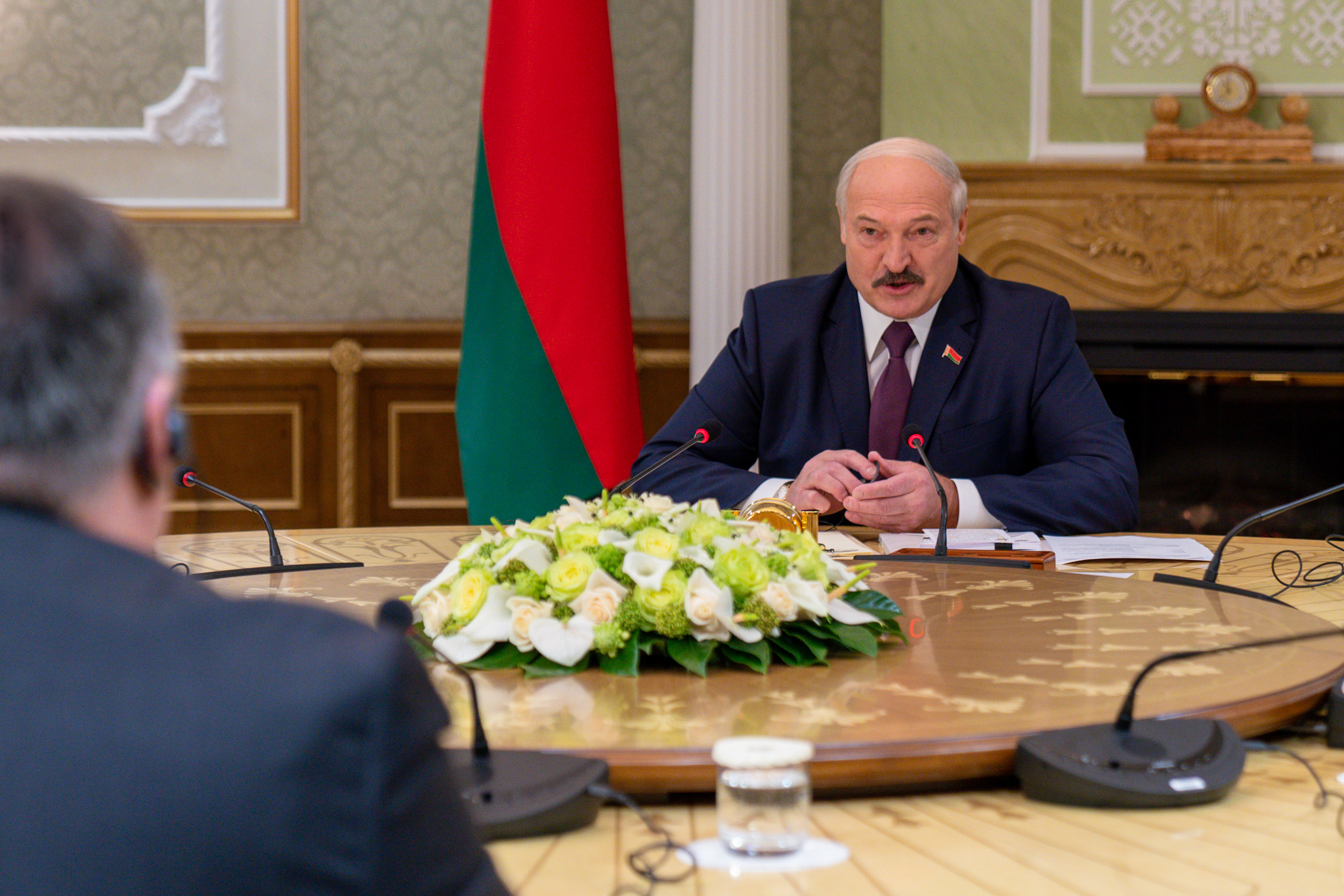
Aljaksandr Lukaschenka (rechts) empfängt US-Außenminister Mike Pompeo in Minsk (Februar 2020)

Die Beziehungen zwischen Belarus und den Vereinigten Staaten sind das zwischenstaatliche Verhältnis zwischen der Republik Belarus und den Vereinigten Staaten von Amerika (USA).

## Geschichte
Nach der Auflösung der Sowjetunion erkannten die USA die Unabhängigkeit von Belarus am 25. Dezember 1991 an und nahmen diplomatische Beziehungen auf. Anfang 1994 stattete US-Präsident Bill Clinton Minsk einen Besuch ab, würdigte die Aufgabe der von Belarus geerbten sowjetischen Atomwaffen und sagte dem Land finanzielle Unterstützung zu. Seit Aljaksandr Lukaschenka 1994 das Präsidentenamt übernommen hat, sind die Beziehungen jedoch von Spannungen geprägt. Die US-Regierung kritisierte immer wieder die autoritäre Regierungsführung und Menschenrechtsverletzungen in Belarus. 2006 verhängten die USA Sanktionen gegen belarussische Staatsunternehmen (z. B. das Petrochemie-Kombinat Belnaftachim) wegen der Unterdrückung der Menschenrechte. Im Frühjahr 2008 eskalierte ein diplomatischer Konflikt, in dessen Folge beide Staaten ihre Botschafter abzogen; seither blieben die Botschafterposten unbesetzt und die Vertretungen arbeiteten mit reduzierter Besetzung unter Geschäftsträgern weiter.
In den 2010er Jahren unternahmen Minsk und Washington mehrere Anläufe zur Normalisierung der Beziehungen. Ab 2015 kam es zu verstärkten diplomatischen Kontakten, unter anderem traf Lukaschenko im September 2015 am Rande der UN-Generalversammlung in New York kurz auf US-Präsident Barack Obama. Im August 2019 besuchte US-Sicherheitsberater John Bolton Belarus und am 1. Februar 2020 reiste US-Außenminister Mike Pompeo nach Minsk – der ranghöchste US-Besuch in Belarus seit Jahrzehnten. Bis zum Sommer 2020 schien sich eine vorsichtige Normalisierung abzuzeichnen: Man vereinbarte die Wiederaufnahme des Botschafteraustauschs, und es gab Dialoge über Sicherheitsthemen, Menschenrechte und andere Bereiche. Nach der umstrittenen Präsidentschaftswahl vom 9. August 2020 – bei der Lukaschenka sich entgegen unabhängigen Beobachtungen zum Sieger erklärte – kam es zu Massenprotesten, die von den Behörden gewaltsam niedergeschlagen wurden. Die USA verhängten daraufhin Sanktionen gegen Lukaschenka und seine Regierung.
In der Folge froren beide Länder den geplanten Botschafteraustausch ein: Belarus verweigerte der designierten US-Botschafterin Julie Fisher das Visum. Zudem forderte Minsk im Sommer 2021 die drastische Reduzierung des Personals der US-Botschaft auf fünf Diplomaten. Die US-Seite machte dafür ausdrücklich die „Unfähigkeit des Lukaschenka-Regimes“ verantwortlich, rechtsstaatliche und demokratische Prinzipien einzuhalten. Im Oktober 2021 schloss Belarus sein Generalkonsulat in New York auf Ersuchen der USA. Seither befinden sich die belarussisch-amerikanischen Beziehungen auf einem Tiefpunkt, begleitet von wechselseitigen Sanktionen und nahezu eingefrorenen diplomatischen Kontakten, verschlimmert durch die Unterstützung der russischen Invasion der Ukraine 2022 durch Lukaschenko.

## Kultur und Migration
Trotz der politischen Spannungen bestehen kulturelle und personelle Kontakte zwischen beiden Ländern. Bereits im 20. Jahrhundert wanderten zahlreiche Belarussen (viele davon Juden) in die USA ein – etwa nach dem Zweiten Weltkrieg und während der Sowjetzeit – sodass sich in Städten wie New York, Chicago und Los Angeles Gemeinden belarussischstämmiger Amerikaner bildeten. So fand die erste große Auswanderungswelle aus Belarus bereits gegen Ende des 19. Jahrhunderts statt, und viele dieser Einwanderer ließen sich im Nordosten der USA nieder. Die belarussische Diaspora in den Vereinigten Staaten wird heute auf mehrere hunderttausend Menschen geschätzt. Insbesondere nach den Ereignissen von 2020/21 hat sich die Diaspora politisch stärker engagiert: In den USA bestehende Auslandsverbände belarussischer Emigranten wurden aktiviert und neue Organisationen gegründet.  Diese organisierten Solidaritätskundgebungen, sammelten Hilfsgelder und machten international auf die Lage in Belarus aufmerksam. Ein Beispiel für die zivilgesellschaftlichen Verbindungen ist auch die humanitäre Hilfe nach der Tschernobyl-Katastrophe 1986: In den 1990er Jahren holten US-Hilfsorganisationen im Rahmen von Erholungsprogrammen zahlreiche belarussische Kinder in die USA, um sie medizinisch zu behandeln und in gesundem Umfeld neue Kraft schöpfen zu lassen.

## Wirtschaft
Die wirtschaftlichen Beziehungen zwischen Belarus und den USA sind vergleichsweise gering ausgeprägt und werden ebenfalls durch Sanktionen beeinträchtigt. Im Jahr 2021 erreichte der bilaterale Warenhandel ein Volumen von rund 1,02 Milliarden US-Dollar. Davon entfielen etwa 490 Mio. $ auf belarussische Exporte in die USA (u. a. Dünger und Industrieerzeugnisse) und rund 520 Mio. $ auf US-Exporte nach Belarus (vor allem Maschinen, Fahrzeuge und High-Tech-Güter). Darüber hinaus erbrachte die florierende belarussische IT-Branche erhebliche Dienstleistungen für den US-Markt; so belief sich der belarussische Export von Dienstleistungen in die USA 2021 auf geschätzt 1,51 Mrd. US-Dollar. Nach 2020 gingen die Handelsbeziehungen allerdings deutlich zurück: Die amerikanischen Sanktionen – verschärft nochmals 2022 nach dem russischen Angriffskrieg gegen die Ukraine, den Belarus unterstützte – führten dazu, dass bestimmte belarussische Exporte (etwa Erdölprodukte, Potasche und Rüstungsgüter) vom US-Markt ausgeschlossen wurden. Gleichzeitig verlor Belarus seinen präferenziellen Handelsstatus; US-Importzölle auf belarussische Waren wurden erhöht. Die USA haben zudem ihre finanzielle Unterstützung für demokratische Initiativen und Zivilgesellschaft in Belarus ausgebaut. Seit 1992 stellten US-Regierungsbehörden mehr als 1 Milliarde US-Dollar an Fördermitteln bereit, um unabhängige Medien, Bildungsprogramme, humanitäre Projekte und zivilgesellschaftliche Organisationen in Belarus zu unterstützen.

## Diplomatische Standorte
Die beiden Staaten unterhalten gegenseitige diplomatische Vertretungen, jedoch nur auf unterer Ebene. Die Vereinigten Staaten verfügen über eine Botschaft in Minsk, die seit dem Rückruf der US-Botschafterin 2008 von einem Geschäftsträger (Chargé d’Affaires) geleitet wird. Konsularische Dienste werden in Minsk nur eingeschränkt angeboten, nachdem das belarussische Außenministerium 2021 die Schließung der US-Kultur- und USAID-Büros erzwungen hatte. Belarus unterhält seinerseits eine Botschaft in Washington, D.C. Ein belarussisches Generalkonsulat in New York City, das auch für Kanada zuständig war, wurde im Oktober 2021 auf Anforderung der US-Regierung geschlossen.